# 王法慧
王 法慧（おう ほうけい）は、中国東晋の孝武帝の皇后。哀帝の皇后王穆之の姪。本貫は太原郡晋陽県。

## 生涯
父は王蘊（王穆之の兄）。母は正妻の劉氏。
若くして美貌をもって知られ、寧康3年（375年）8月、桓沖らの上奏を採った孝武帝によって皇后に立てられた。法慧の兄の王恭を重視した謝安は「昔、毛嘉は魏で嘲笑され、楊駿は晋王朝を危うくした。もし皇帝が皇后を迎えるならば、その父親は王蘊のような家門の名望がなければならない」と話し、法慧の入后を薦めた。しかし法慧は酒に溺れ、暴飲の上に無礼を働き、孝武帝の不興を買った。孝武帝は王蘊を召して法慧の過失について論じ、訓戒してくれることを頼んだ。王蘊が冠を脱いで謝罪すると、法慧も品行を少しは直したという。
太元5年9月癸未（380年10月24日）、崩じた。享年は21。定と諡された。

## 伝記資料
- 『晋書』巻32 列伝第2 后妃下